# Berylmys bowersi
Berylmys bowersi је врста глодара из породице мишева (Muridae).

## Распрострањење
Ареал врсте покрива средњи број држава. Присутна је у следећим државама: Кина (само јужна Кина), Индија (само на истоку Индије), Тајланд, Бурма, Лаос, Вијетнам, Индонезија и Малезија.

## Станиште
Станишта врсте укључују шуме, поља, обрадиво земљиште.

## Угроженост
Ова врста је наведена као последња брига, јер има широко распрострањење и честа је врста.